# صناعة البرمجيات
صناعة البرمجيات (بالإنجليزية: Software industry) هي جميع النشاطات المتعلقة بتطوير، صيانة، ونشر البرمجيات الحاسوبية.
كما تتضمن هذه الصناعة مجال خدمة ما بعد البيع مثل التدريب على استخدام البرمجيات والاستشارات.
بدأت صناعة البرمجيات في منتصف السبعينات، مع بداية ثورة انتشار الحواسب الشخصية. تتمركز أكبر وأنشط شركات صناعة البرمجيات في الولايات المتحدة الأمريكية، وخصوصاً في ولاية كاليفورنيا، حيث يقع وادي السيليكون أكبر تجمع لشركات البرمجيات، حيث يفوق العدد 500 شركة تعمل في هذا المجال.